# 「五位一體」總體布局
“五位一體”總體布局（簡稱“五位一體”）是中國共產黨針對中國發展的政策，内容為「全面推進經濟建設、政治建設、文化建設、社會建設、生態文明建設」，由中共中央總書記胡錦濤於2012年該黨第十八次全國代表大會提出。根據論述，推進“五位一體”才能將中國發展为“富强民主文明和谐美丽的社会主义现代化国家”。

## 历史

### 江泽民
2002年，中共十六大报告提出“三位一体”，即经济建设、政治建设、文化建设。增加了精神文明建设的内容。

### 胡錦濤
2007年，中共十七大报告提出“四位一体”，即经济建设、政治建设、文化建设和社会建设。增加了和谐社会建设的内容。
2012年11月8日，中共中央總書記胡錦濤在中共十八大指出：「建设中国特色社会主义，总依据是社会主义初级阶段，总布局是五位一体，总任务是实现社会主义现代化和中华民族伟大复兴」。報告中又說：「必须更加自觉地把全面协调可持续作为深入贯彻落实科学发展观的基本要求，全面落实经济建设、政治建设、文化建设、社会建设、生态文明建设五位一体总体布局，促进现代化建设各方面相协调，促进生产关系与生产力、上层建筑与经济基础相协调，不断开拓生产发展、生活富裕、生态良好的文明发展道路。」

### 習近平
自2012年中共十八大以來，中共中央總書記習近平在演講中多次提及「五位一體」。2017年中共十九大通過將「習近平新時代中國特色社會主義思想」納入《中国共产党章程》，其中明確中國特色社會主義事業的總體布局是「五位一體」。

## 主要内容

### 建設現代化經濟體系
1. 貫徹新發展理念。創新是引領發展的第一動力；協調是持續健康發展的内在要求；綠色是永續發展的必要條件；開放是國家繁榮發展的必由之路；共享是中國特色社會主義的本質要求。
2. 構建新發展格局。以國内大循環為主體，國内國際雙循環相互促進。
3. 使市場在資源配置中起決定作用、更好發揮政府作用。
4. 深化供給側結構性改革。
5. 建設現代化經濟體系，實現高質量發展。

### 發展社會主義民主政治
1. 堅持中國特色社會主義政治發展道路，即堅持黨的領導、人民當家作主和依法治國有機統一。
2. 健全人民當家作主的制度體系，即人民代表大會制度、中國共產黨領導的多黨合作和政治協商制度、民族區域自治制度和基層群衆自治制度。
3. 鞏固和發展愛國統一戰綫。
4. 堅持“一國兩制”，推進祖國統一。

### 推動社會主義文化繁榮興盛
1. 堅持中國特色社會主義文化發展道路。
2. 建設具有强大凝聚力和引領力的社會主義意識形態。
3. 培育和踐行社會主義核心價值觀。社會主義核心價值體系由馬克思主義指導思想、中國特色社會主義共同理想、以愛國主義為核心的民族精神和以改革創新爲核心的時代精神、社會主義榮辱觀四個方面構成。
4. 堅定文化自信，建設社會主義文化强國。

### 堅持在發展中保障和改善民生
1. 提高保障和改善民生水平。優先發展教育事業；提高就業質量和人民收入水平；加强社會保障體系建設；實施健康中國戰略。
2. 打贏脫貧攻堅戰。
3. 加强和創新社會治理。創新社會治理體制；改進社會治理方式；加强預防和化解社會矛盾機制建設；加强社會心理服務體系建設；加强社區治理體系建設。
4. 堅持總體國家安全觀。其内涵是：堅持國家利益至上，以人民安全為宗旨，以政治安全為根本，以經濟安全為基礎，以軍事、文化、社會安全為保障，以促進國際安全為依托，維護各領域國家安全，構建國家安全體系，走中國特色安全道路。

### 建設美麗中國
1. 堅持人與自然和諧共生。樹立尊重自然、順應自然和保護自然的生態文明理念。
2. 形成人與自然和諧發展新格局。踐行綠水青山就是金山銀山的發展理念；把節約資源放在首位；推動形成綠色發展方式和綠色生活方式。
3. 加快生態文明體制改革。實行最嚴格的生態環境保護制度；全面建立資源高效利用制度；健全生態保護和修復制度；嚴明生態環境保護責任制度。